# فرانك هندرسون (لاعب كريكت)
فرانك هندرسون (1 يونيو 1908 في أستراليا - 6 ديسمبر 1954) (بالإنجليزية: Frank Henderson)‏ هو لاعب كريكت أسترالي.

## وصلات خارجية
- فرانك هندرسون (لاعب كريكت) على موقع إي آس بي آن كريك إنفو (الإنجليزية)